# Comuna de Łopiennik Górny
Łopiennik Górny (polaco: Gmina Łopiennik Górny) é uma gminy (comuna) na Polónia, na voivodia de Lublin e no condado de Krasnostawski. A sede do condado é a cidade de Łopiennik Górny.
De acordo com os censos de 2004, a comuna tem 4390 habitantes, com uma densidade 41,3 hab/km².

## Área
Estende-se por uma área de 106,25 km², incluindo:
- área agricola: 71%
- área florestal: 20%

## Demografia
Dados de 30 de Junho 2004:
|                      | Total   | Total | Mulheres | Mulheres | Homens  | Homens |
| -------------------- | ------- | ----- | -------- | -------- | ------- | ------ |
|                      | pessoas | %     | pessoas  | %        | pessoas | %      |
| População            | 4390    | 100   | 2232     | 50,8     | 2158    | 49,2   |
| Densidade (pop./km²) | 41,3    | 100   | 21       | 21       | 20,3    | 20,3   |

De acordo com dados de 2002, o rendimento médio per capita ascendia a 1124,2 zł.

## Subdivisões
- Borowica, Dobryniów, Dobryniów-Kolonia, Gliniska, Krzywe, Łopiennik Dolny, Łopiennik Dolny-Kolonia, Łopiennik Górny, Łopiennik Nadrzeczny, Łopiennik Podleśny, Majdan Krzywski, Nowiny, Olszanka, Wola Żulińska, Żulin.

## Comunas vizinhas
- Fajsławice, Gorzków, Krasnystaw, Rejowiec, Rejowiec Fabryczny, Rybczewice, Trawniki